# 2 korony czechosłowackie (1972)
2 korony (cz. i słow. 2 koruny) – czechosłowacka moneta obiegowa o nominale 2 koron wyemitowana w 1972 roku, a wycofana w roku 1990. Autorem projektu był rzeźbiarz Josef Nálepa.

## Wzór
W centralnej części awersu znalazł się herb Czechosłowackiej Republiki Socjalistycznej – wizerunek znajdującego się na tarczy w kształcie husyckiej pawęży czeskiego wspiętego lwa o podwójnym ogonie. Na jego piersi umieszczono mniejszą tarczę z reprezentującym Słowaków symbolem watry na tle sylwetki tatrzańskiego szczytu Krywań. Bezpośrednio poniżej zamieszczono lipową gałązkę. Wzdłuż krawędzi znalazła się legenda: zapisana wewnętrznie nazwa kraju („ČESKOSLOVENSKÁ SOCIALISTICKÁ REPUBLIKA”), a u dołu zapisany zewnętrznie rok bicia. Oba elementy rozdzielono kropkami.
Rewers monety w jej prawej części przedstawiał duży, zapisany arabską cyfrą nominał uzupełniony mniejszym dopiskiem „Kčs”. Po lewej stronie znalazły się sierp, młot i pięcioramienna gwiazda, które wraz ze wstęgami ustylizowano na kształt lipowego liścia. Poniżej zamieszczono niewielkie inicjały „JN”, znak projektanta Josefa Nálepy.

## Nakład
Podstawę prawną emisji nowych monet o nominale 2 Kčs stanowiło zarządzenie Ministra Finansów z 24 sierpnia 1972 r. W jego treści zawarto zarówno wzór nowej monety, jak i jej parametry fizyczne. Przewidziano, że będzie bita z krążków o masie 6 g (±2%) wykonanych z miedzioniklu (miedź 80%, nikiel 20%). Wskazano również, że średnica gotowych monet ma mierzyć 24 mm. Ich grubość wyniosła w przybliżeniu 1,8 mm. Rant dwukoronówek miał być gładki, zdobiony wklęsłym ornamentem z ułożonych naprzemiennie krzyżyków i „owalnych linii” (zbliżonych do rombów o parach bardzo ostrych i szeroko rozwartych kątów) – × ⬥ ×.
Bite w mennicy w Kremnicy monety wyemitowano 1 października 1972 r., zastępując nimi z czasem monety o nominale 3 koron wzoru z 1965 wycofane z końcem 1972 roku. W ciągu kolejnych 19 lat wyprodukowano 17 roczników (wyjątki stanowiły lata 1978 i 1979) w łącznej liczbie przekraczającej 205 mln sztuk. W latach 1987 i 1988 wybito jedynie niewielkie nakłady przeznaczone na cele kolekcjonerskie i sprzedawane w specjalnych zestawach.
Monety wzoru z 1972 pozostały w obiegu aż do rozpadu Czechosłowacji i uległy denominacji w Czechach i na Słowacji jednocześnie ze swoimi następcami z 1991 roku – w obu krajach z dniem 30 listopada 1993 r.
| rok  | nakład     |       |
| ---- | ---------- | ----- |
| 1972 | 20 344 000 | [ 3 ] |
| 1973 | 21 087 000 | [ 3 ] |
| 1974 | 27 957 000 | [ 3 ] |
| 1975 | 35 094 000 | [ 3 ] |
| 1976 | 1 100 000  | [ 3 ] |
| 1977 | 4 201 000  | [ 3 ] |
| 1980 | 14 943 000 | [ 3 ] |
| 1981 | 17 264 000 | [ 3 ] |
| 1982 | 8 108 000  | [ 3 ] |
| 1983 | 10 190 000 | [ 3 ] |
| 1984 | 8 634 000  | [ 3 ] |
| 1985 | 6 772 000  | [ 3 ] |
| 1986 | 10 262 000 | [ 3 ] |
| 1987 | 30 000     | [ 3 ] |
| 1988 | 30 000     | [ 3 ] |
| 1989 | 9 092 000  | [ 3 ] |
| 1990 | 10 672 000 | [ 3 ] |